# سيغفريد بوش
سيغفريد بوش (بالألمانية: Siegfried Bosch)‏ هو رياضياتي ألماني، ولد في 29 سبتمبر 1944 في فوبرتال في ألمانيا.